# Tachybaptus pelzelnii
Tachybaptus pelzelnii là một loài chim trong họ Podicipedidae.